# 贝休恩 (科罗拉多州)
贝休恩（英語：Bethune），是美国科罗拉多州基特卡森縣下属的一座城市。建市于1926年6月10日，面积大约为0.162平方英里（0.42平方公里）。根据2010年美国人口普查，该市有人口237人。2011年估计该市有人口241人，相比2010年人口增长率为1.69%。同时，论人口该市是科罗拉多州第230大城市。